# Kan’ei-ji

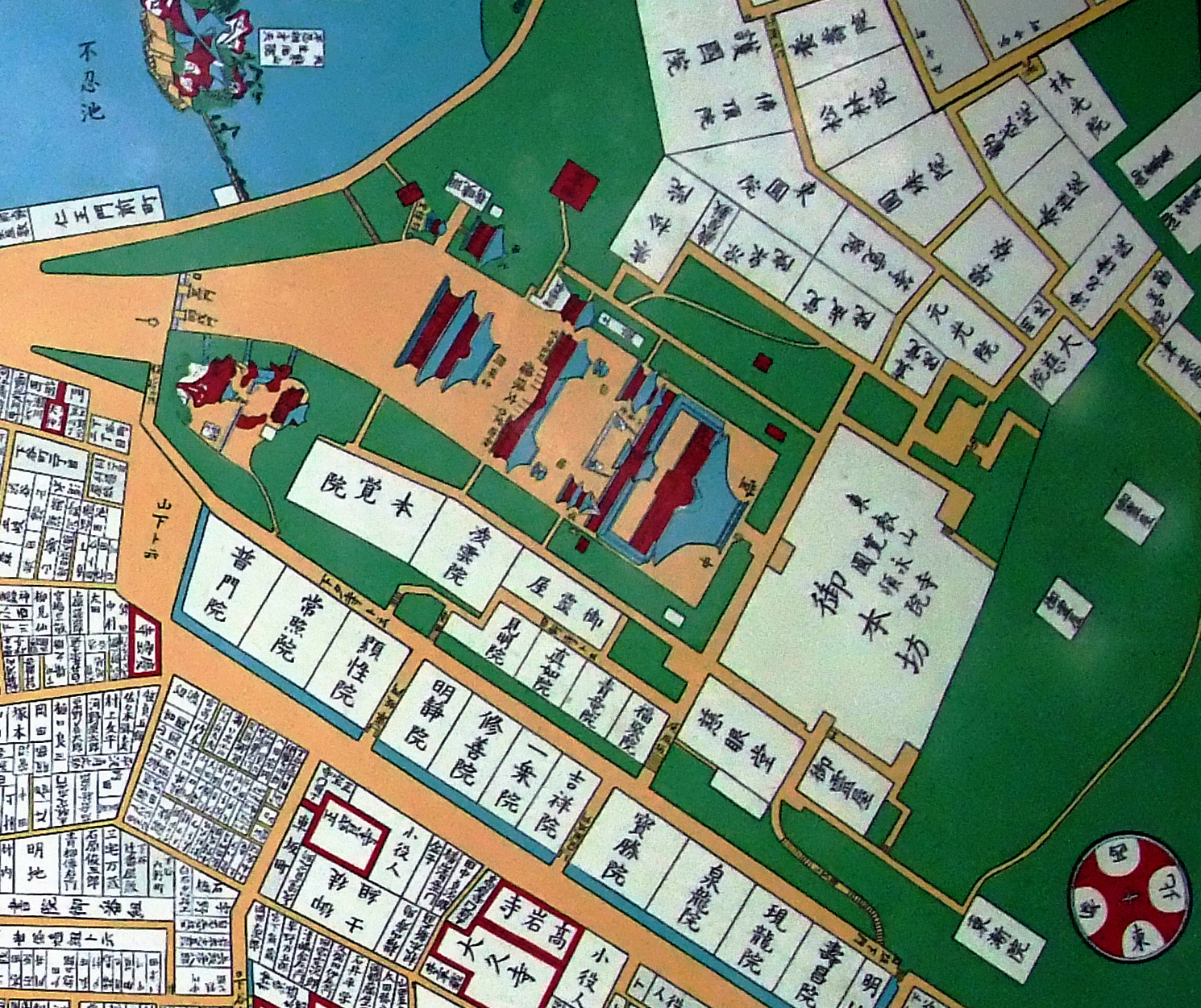
Kan’ei-ji im 19. Jahrhundert

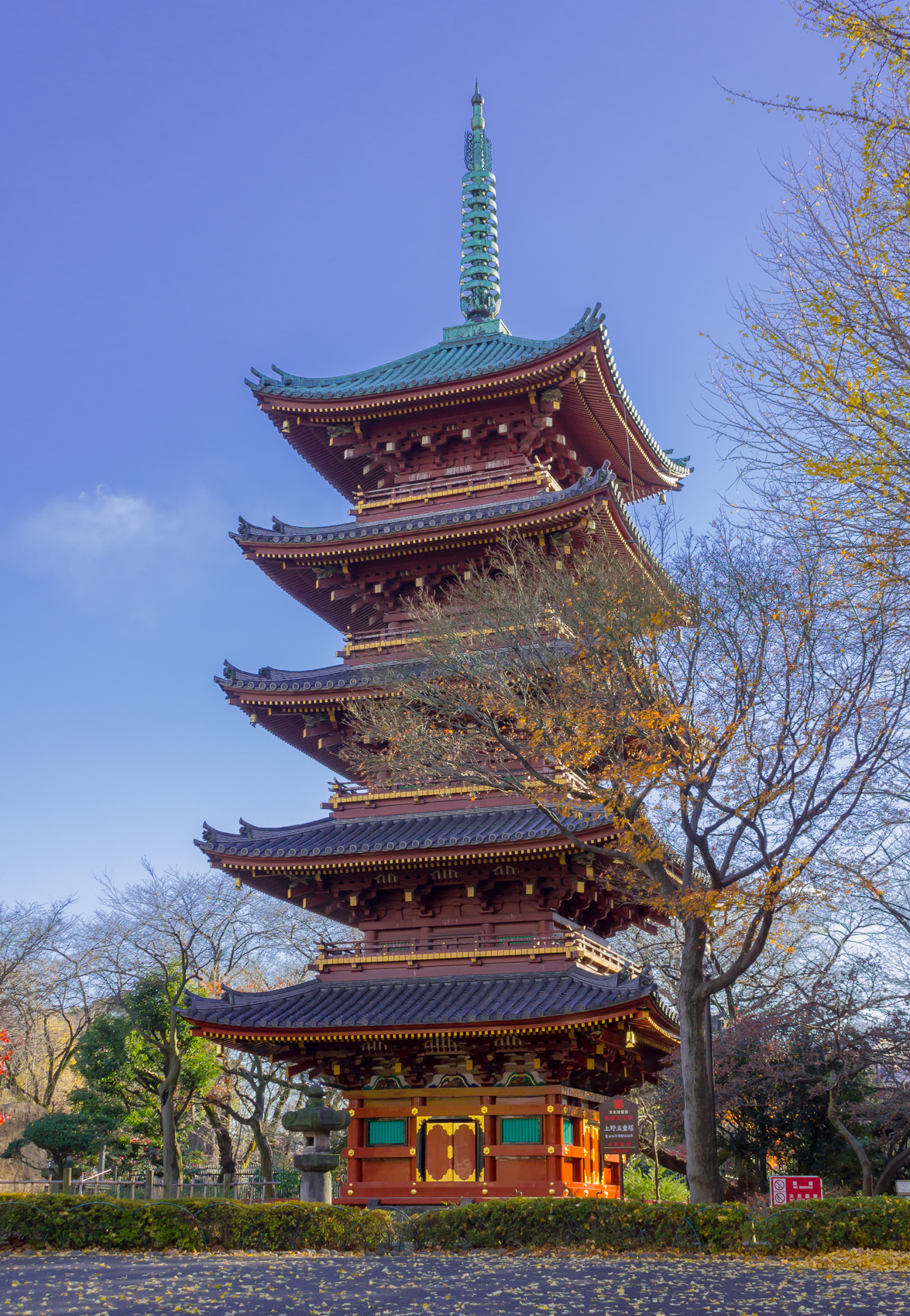
Pagode

Kan’ei-ji (japanisch 寛永寺) ist ein buddhistischer Tempel der Tendai-Richtung auf dem Ueno-Hügel im Stadtbezirk Taitō-ku im Norden Tokios.
Sein Bau wurde unter Tokugawa Iemitsu vom Priester Tenkai (天海; 1536–1643) im Jahr 1625 bzw. Kan’ei 2 nach dem traditionellen japanischen Kalender errichtet. Die ausgedehnte Anlage wurde während des Boshin-Krieges durch Artilleriefeuer fast völlig zerstört. Das ehemalige Hauptgelände ist heute Park, auf dem Abt- und Mönchsgelände stehen heute die Gebäude des Nationalmuseum Tokios. Der Tempel besteht dahinter in bescheidener Form weiter.

## Geschichte

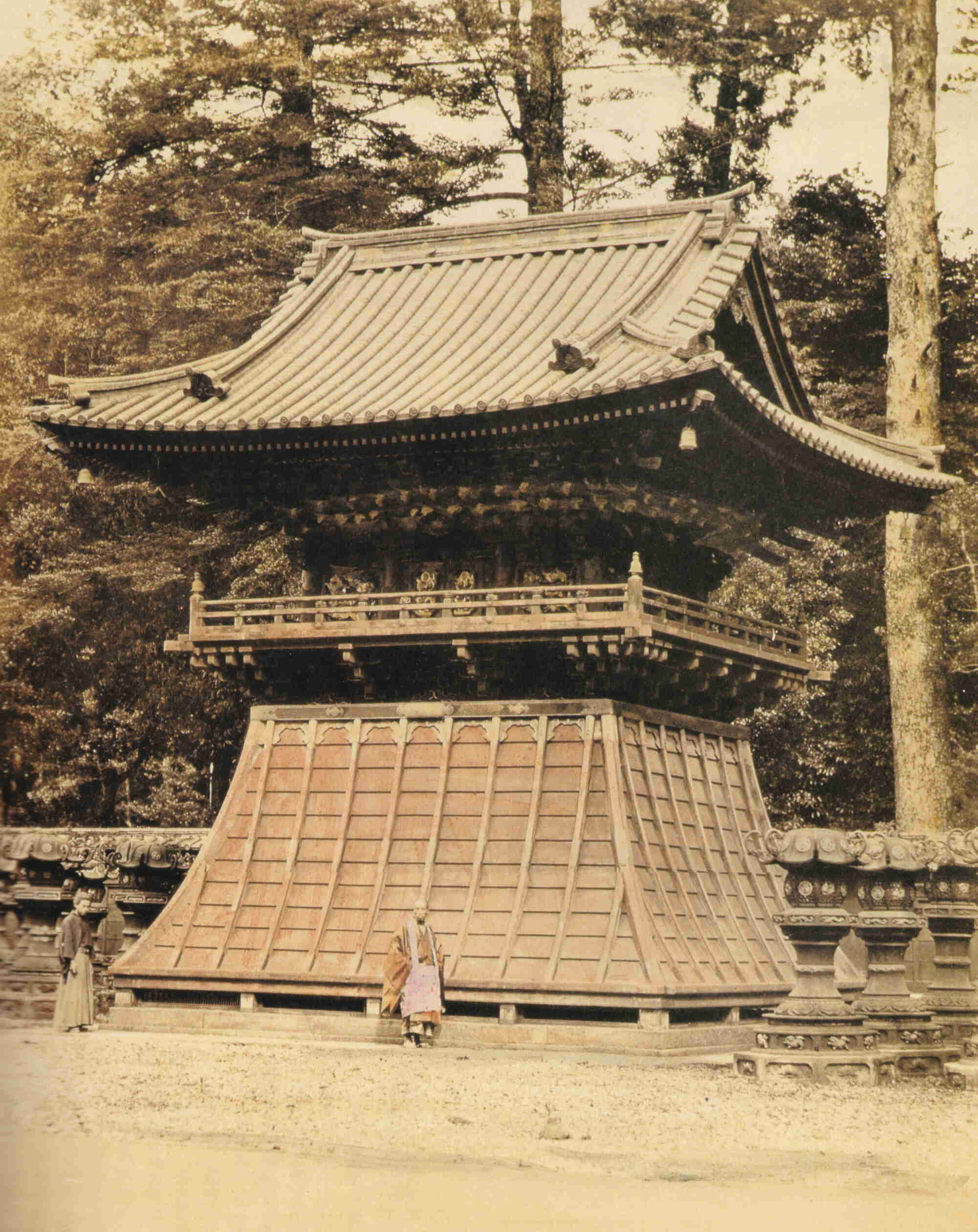
Glockenturm des Kan’ei-ji vor 1868

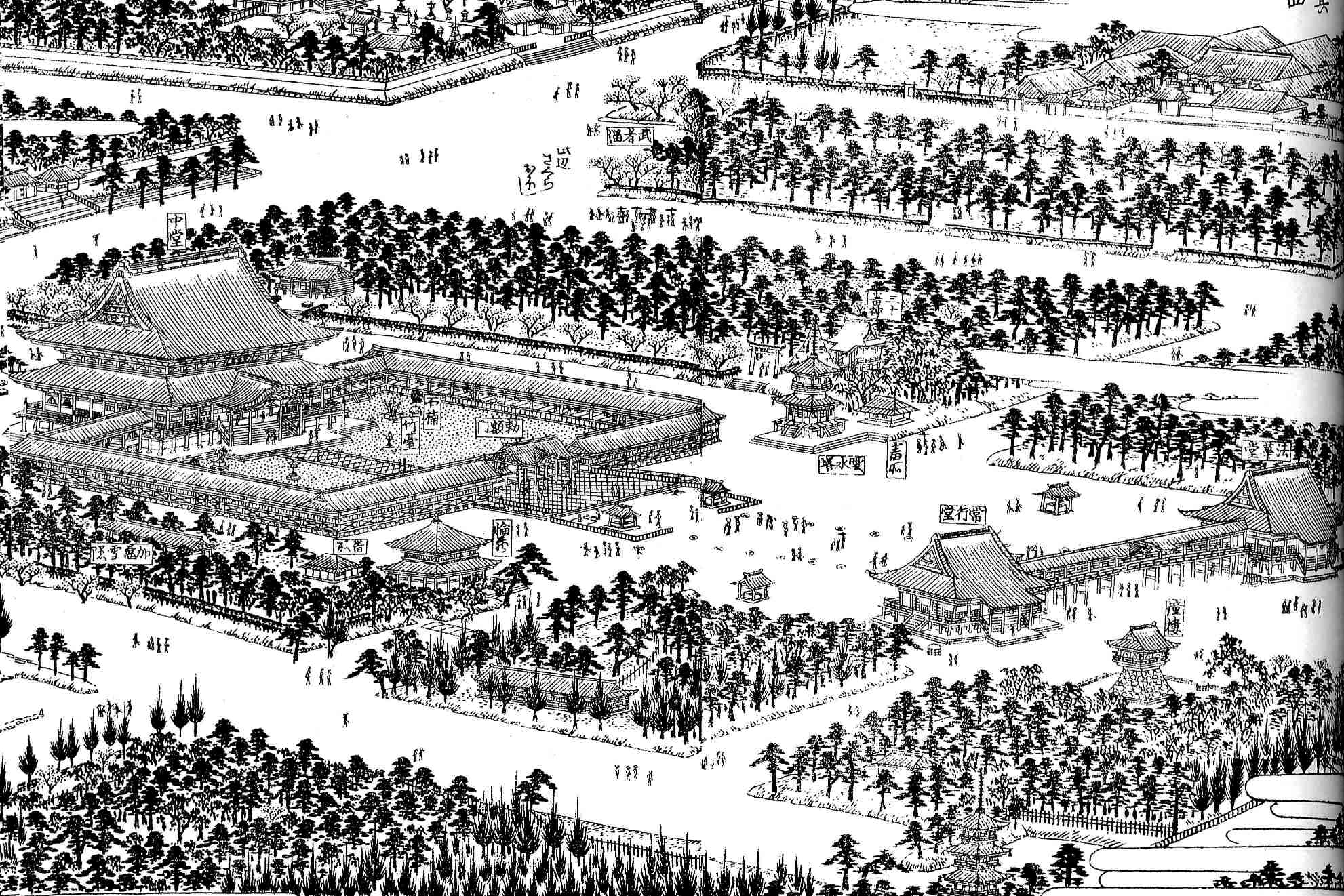
Der Kan’ei-ji um 1830 (Ausschnitt)

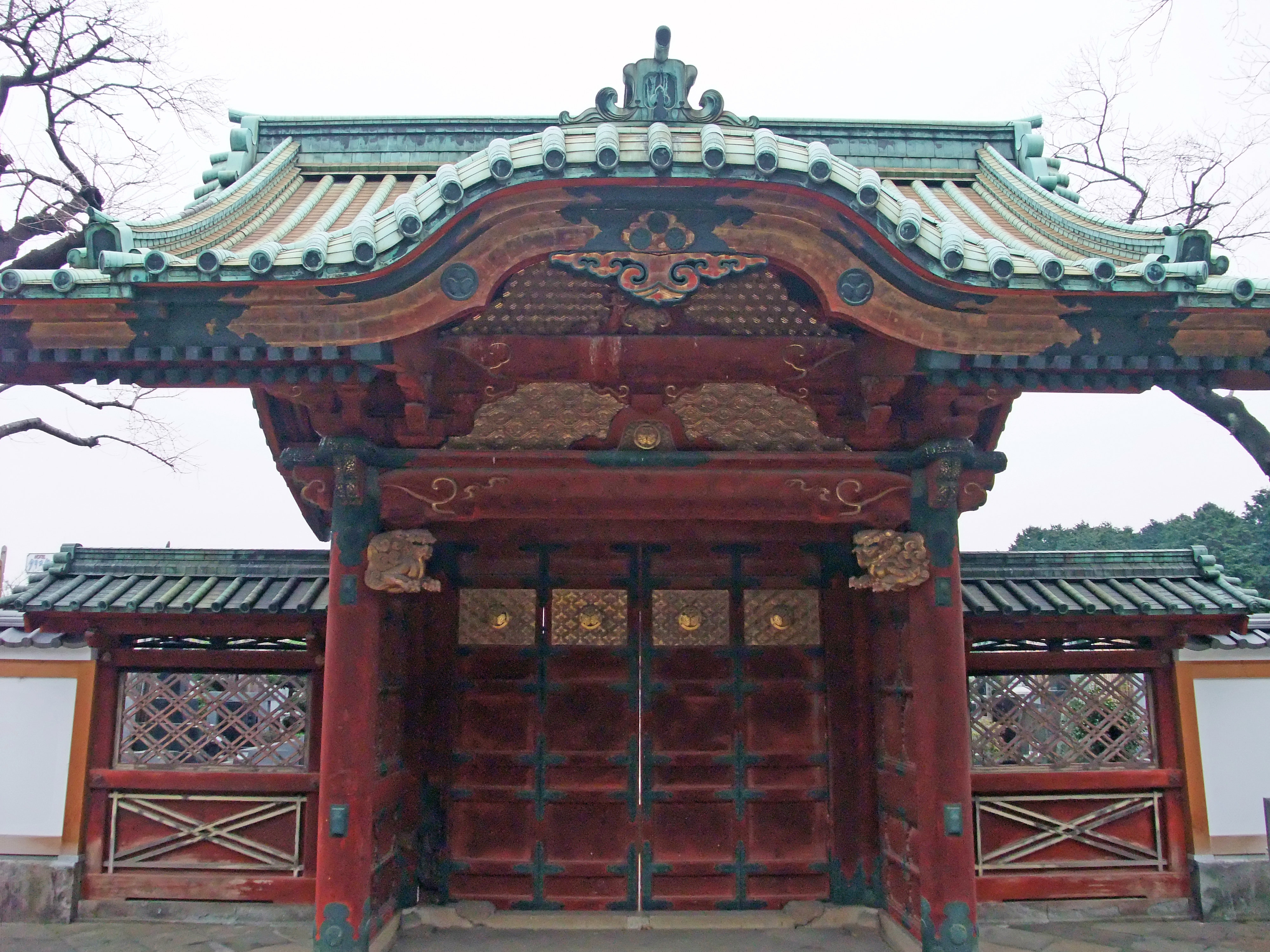
Tor zum Ietsuna-Mausoleum

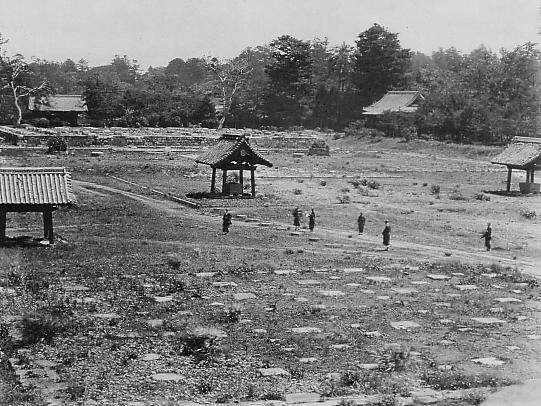
Nach der Beschießung 1868

Der Beiname (sangō) des Tempels lautet „Hiei des Ostens“ (東叡山, Tōei-zan). Das ist ein Anspielung auf den Tempelberg Hiei-zan (比叡山) nordöstlich von Kyōto und deutet hin auf die vergleichbare Lage im Nordosten von Edo mit einer vergleichbaren symbolischen Schutzfunktion. Wie aus der Abbildung im Stadtführer Edo meisho zue (1829–1836) hervorgeht, war es eine ausgedehnte Tempelanlage mit Vortor (文珠楼, Bunshu-rō), einer ungewöhnlichen zweiten Tor-Anlage flankiert von der (常行堂, Jōgyō-dō) links und der (法華堂, Hokke-dō) rechts. Neben diesem Bauwerk stand der ungewöhnlich große Glockenturm. Nach dem Zwischentor kam man zu der von einem Wandelgang umgebenen großen Haupthalle, hier Kompon chūdō (根本中堂) genannt. Zum Tempel gehörten 36 Untertempel. Seit 1673 war man für die Kontrolle der wandernden Gannin-bōzu in der Hauptstadt und der Kantō-Ebene zuständig, in dieser Funktion war man dem Kurama-dera von Kyoto nachgeordnet.
Als zweiter Familientempel der Tokugawa neben dem Zōjō-ji errichtet, beherbergt er auf seinem Gelände sechs der Shogun-Grabstätten, ursprünglich jeweils in einem aufwendigen, von einer Mauer umgebenen Geviert. Diese Grabanlagen hatten den Boshin-Krieg zum Teil überstanden, aber seit dem Zweiten Weltkrieg sind nur noch Reste zweier Anlagen erhalten, die für Ietsuna und Tsunayoshi. Sie sind wichtige Kulturdenkmäler, da am Zōjō-ji die entsprechenden Anlagen überhaupt nicht mehr vorhanden sind. Begraben sind im Kan’ei-ji, aufgeführt mit ihren postumen Namen in Klammern:

### Gräber der Shogune
- 4. Shōgun Tokugawa Ietsuna (Genyū-in)
- 5. Shōgun Tokugawa Tsunayoshi (Jōken-in)
- 8. Shōgun Tokugawa Yoshimune (Yūtoku-in)
- 10. Shōgun Tokugawa Ieharu (Shumme-in)
- 11. Shōgun Tokugawa Ienari (Bunkyō-in)
- 13. Shōgun Tokugawa Iesada (Onkyō-in)

Traditionell stand an der Spitze des Tempels ein Mitglied des Kaiserhauses. Zur Zeit des Sturzes des Shogunats war dies Kitashirakawa-no-miya Yoshihisa-shinnō.
Der heutige Kan’ei-ji erhielt sein Gebäude durch Umsetzen eines kleinen Tempels aus Kawagoe. Er und die Grabanlagen befinden sich hinter dem Nationalmuseum.

## Anmerkung
1. ↑  Kitashirakawa nahm im Boshin-Krieg auf der Tokugawa-Seite teil und ergab sich schließlich beim Fall von Sendai. Begnadigt ging er 1870 nach Berlin, wo er Militärwesen studierte, auch eine zentrale Figur unter den Japanern war. Während des Feldzuges gegen Taiwan erkrankte er an Malaria und starb dort.